# Eduardo Noriega (acteur espagnol)
Pour les articles homonymes, voir Noriega et Eduardo Noriega.
Eduardo Noriega, né le 1er août 1973 à Santander est un comédien espagnol.

## Biographie
Eduardo Noriega est le dernier d’une famille de sept frères et le seul acteur de la famille. Il étudie pendant cinq ans le solfège et le piano au conservatoire de sa ville natale. En 1992, il va à Madrid pour y étudier à l'académie royale d'art dramatique.
Ses premières apparitions dans le cinéma sont dans certains courts-métrages de réalisateurs alors amateurs, comme Alejandro Amenábar et Mateo Gil.
Noriega obtient rapidement une place dans le panorama cinématographique espagnol. En 1994, il fait son premier film, Historias del Kronen, mais c’est en 1996 que sa carrière est définitivement propulsée grâce à Tesis et Ouvre les yeux, tous les deux réalisés par Amenábar. Celui-ci lui permet d’être nommé aux Prix Goya dans la catégorie Meilleur acteur principal, nomination qu’il obtient aussi avec El Lobo (2004).
Depuis il travaille autour du monde : en Argentine, avec Marcelo Piñeyro (Vies brûlées (2000) et La méthode (2005)) ; en France, Novo (2002), Mon Ange (2004), Souli (2004) et Gigola (2010); ou, aux États-Unis, Che Guevara (2005) et Angles d'attaque (2008). En 2011, il étrenne Blackthorn et travaille dans la série télévisée espagnole Homicides : Unité spéciale (Homicidios : Unidad especial).

## Filmographie

### Cinéma
- 1996 : Les Histoires du Kronen (Historias del Kronen) de Montxo Armendáriz
- 1996 : Tesis d'Alejandro Amenábar : Bosco Herranz
- 1997 : Cha-cha-chá d'Antonio Del Real
- 1998 : Ouvre les yeux (Abre los ojos) d'Alejandro Amenábar : César
- 1998 : La Fuente amarilla de Miguel Santesmases
- 1999 : Jeu de rôles (Nadie conoce a nadie) de Mateo Gil
- 2000 : Vies brûlées (Plata quemada) de Marcelo Piñeyro : Ángel
- 2000 : Visionarios de Manuel Gutiérrez Aragón
- 2000 : El invierno de las anjanas de Pedro Telechea : Eusebio Sánchez Arguello / Andrés Echarri
- 2001 : L'Échine du Diable (El espinazo del diablo) de Guillermo del Toro : Jacinto
- 2001 : Novo de Jean-Pierre Limosin : Graham
- 2001 : Guerreros de Daniel Calparsoro : Teniente Alonso
- 2004 : El Lobo de Miguel Courtois : Lobo
- 2005 : Mon ange de Serge Frydman : Romain
- 2005 : La Méthode (El método) de Marcelo Piñeyro : Carlos
- 2006 : Capitaine Alatriste (Alatriste) d'Agustín Díaz Yanes : Guadalmedina
- 2008 : Angles d'attaque (Vantage Point) de Pete Travis : Enrique
- 2008 : Transsibérien de Brad Anderson : Carlos
- 2009 : C'est ici que je vis (Petit indi) de Marc Recha
- 2010 : Le Pacte du mal (El mal ajeno) d'Oskar Santos : Diego
- 2010 : Agnosia d'Eugenio Mira (en) : Carles Lardín
- 2011 : Gigola de Laure Charpentier : Tony
- 2011 : Blackthorn de Mateo Gil : Eduardo
- 2012 : Les Hommes ! De quoi parlent-ils ? (Una pistola en cada mano) de Cesc Gay
- 2013 : Le Dernier Rempart (The Last Stand) de Kim Jee-woon : Gabriel Cortez
- 2013 : Shérif Jackson (Sweetwater) de Logan Miller : Miguel
- 2014 : La Belle et la Bête de Christophe Gans : Perducas
- 2015 : Los miércoles no existen de Peris Romano : Pablo
- 2016 : Nos amants de Miguel Ángel Lamata : Carlos
- 2017 : Perfectos desconocidos d'Álex de la Iglesia : Eduardo
- 2019 : Les Traducteurs de Régis Roinsard : Javier Casal
- 2020 : La Marque du Diable de Diego Cohen : Tomàs
- 2024 : Paradis Paris de Marjane Satrapi : Rafael Turina

### Série
- 2023 : Tout va bien : Antonio, le compagnon de Claire (tante de Rose)

## Voix françaises
- Damien Boisseau[1]dans : 
  - L'Échine du Diable
  - Agnosia
  - Le Dernier Rempart
  - Shérif Jackson

Et aussi
- Arnaud Arbessier dans La Méthode
- Thomas Roditi dans Angles d'attaque[1]
- Philippe Allard (Belgique ) dans Transsibérien[2]
- Rodolphe Couthouis dans Blackthorn[2]
- Daniel Lobé dans La Belle et la Bête[2]